# Blanc d'œuf

Coupe d’un œuf de poule domestique : le jaune, au centre, est entouré par le blanc.
1. Coquille calcaire
2. Membrane coquillière externe
3. Membrane coquillière interne
4. Chalaze
5. Blanc d’œuf (ou albumen) externe (fluide)
6. Blanc d’œuf (ou albumen) intermédiaire (visqueux)
7. Membrane vitelline
8. Jaune d’œuf (ou vitellus) formé
9. Disque germinatif (point blanc) puis embryon
10. Jaune d’œuf (ou vitellus) jaune
11. Jaune d’œuf (ou vitellus) blanc
12. Blanc d’œuf (ou albumen) interne (fluide)
13. Chalaze
14. Chambre à air
15. Cuticule

Le blanc d’œuf (ou albumen) est une partie de l’œuf, composée essentiellement d’une albumine, l’ovalbumine, qui protège le zygote (le jaune d’œuf).

## Composition
Le blanc d’œuf est constitué à 88 % d’eau. Parmi les autres constituants, on trouve 10,6 % de protéines globulaires, la principale étant appelée ovalbumine (plus de 50 % de toutes les protéines). Cette protéine est structurellement une serpine (une classe de protéines), bien qu’elle ne possède pas de fonction connue d’inhibition d’autres protéines. Elle est intéressante par ses propriétés de coagulant et de tensioactif (c’est elle qui permet de stabiliser la mousse des blancs en neige). Les deux autres protéines principales du blanc sont le lysosyme et l'ovotransferrine. Il contient également diverses autres protéines comme des ovomucoïdes, l’avidine, des glycoprotéines (telle l'ovomucine), des glucoses (0,9 %) et des sels minéraux (0,5 %).
Le blanc d'œuf de poule est constitué de quatre zones distinctes dont la proportion varie selon le poids de l'œuf (et donc de l'âge de la poule) : le blanc externe fluide (23 % du blanc total, soit 8 g), intermédiaire épais (57 % du blanc total, soit 20 g), interne fluide (17 % du blanc total, soit 6 g) et les chalazes (3 % du blanc total, soit 1 g).

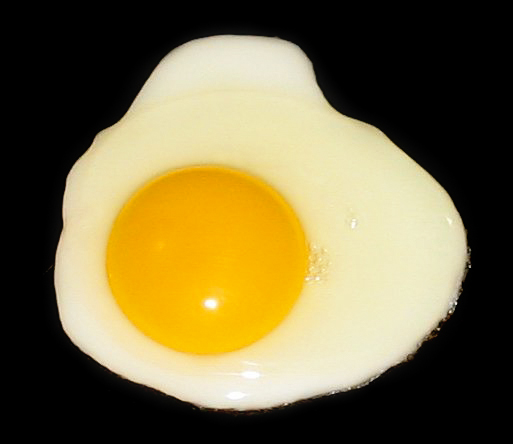
Le blanc entourant le jaune d’un œuf au plat.

## Cuisine: battre les blancs
En pâtisserie, on utilise souvent les blancs d’œufs de cuisine séparément en les battant avec un fouet à main, un fouet mécanique ou un batteur électrique.
L’agitation rapide des blancs d’œufs forme une mousse de plus en plus fine et compacte au fur et à mesure que l’on bat les blancs. Ce sont les protéines présentes dans le blanc qui emprisonnent l'air dans l'eau qui constitue cette mousse. 
Lorsque les blancs sont fermes, on peut les mélanger doucement avec la préparation que l’on souhaite rendre plus légère. Il est recommandé de verser les blancs battus sur la pâte et de mélanger doucement avec une spatule.
Il existe de nombreuses astuces pour obtenir des blancs en neige plus fermes. On ajoute en général une pincée de sel aux blancs, ou encore quelques gouttes de jus de citron, ce qui n'est pas recommandé, car le sel, en se dissolvant, brise les liaisons faites par les protéines de l’œuf autour des bulles. Il est préférable d'ajouter sel, sucre et autres condiments après avoir monté ses blancs. Le meilleur moyen d'obtenir une montée rapide est d'opérer avec des ustensiles et des blancs très froids mais non congelés. Un blanc d’œuf ne permet pas de générer plus d'un demi-litre de mousse ; cependant, ajouter de l'eau permet d'augmenter ce volume, les protéines du blanc étant excédentaires par rapport au volume d'eau initial.
Utiliser un fouet comprenant de nombreux fils est un facteur de succès. On peut aussi utiliser des blancs à température ambiante, cassés la veille par exemple, montés dans un saladier froid[réf. souhaitée]. Il est préférable de commencer à battre doucement et d’accélérer progressivement[réf. souhaitée]. La moindre présence de jaune rend la montée des blancs plus difficile car les molécules tensio-actives et les graisses présentes dans le jaune qui se lient aux protéines du blanc gênent l'établissement du réseau nécessaire pour emprisonner l'air.

## Œnologie
L’albumine d’œuf est une colle protéique. Elle est employée pour assouplir les vins rouges tanniques. On utilise 3 à 8 blancs d’œufs par fût de 225 litres (75 à 200 ml hl−1).
Le séchage ou le chauffage détruisent certaines protéines longues, si bien que les blancs d'œufs frais et les produits lyophilisés ne donnent pas les mêmes résultats.
Le blanc d'œuf contient également une enzyme : le lysozyme (9 g l−1). Elle attaque la paroi des bactéries à coloration de Gram positive. Mais elle est inoffensive pour les bactéries lactiques parce qu’elle précipite lors du collage.

## Conservation
Les blancs (lorsqu’ils sont séparés des jaunes) se conservent 6 mois à 1 an dans une boîte hermétique au congélateur[réf. souhaitée].